# جیمز داگلاس، لرد داگلاس
جیمز داگلاس، لرد داگلاس (انگلیسی: James Douglas, Lord of Douglas; ۱۲۸۶ – ۱۳۳۰ (۴۳−۴۴ سال)) فرمانده نظامی اهل اسکاتلند بود.